# ×Agropogon
XAgropogon là một chi thực vật có hoa trong họ Hòa thảo (Poaceae).

## Loài
Chi XAgropogon gồm các loài: